# Muralla de Vitoria

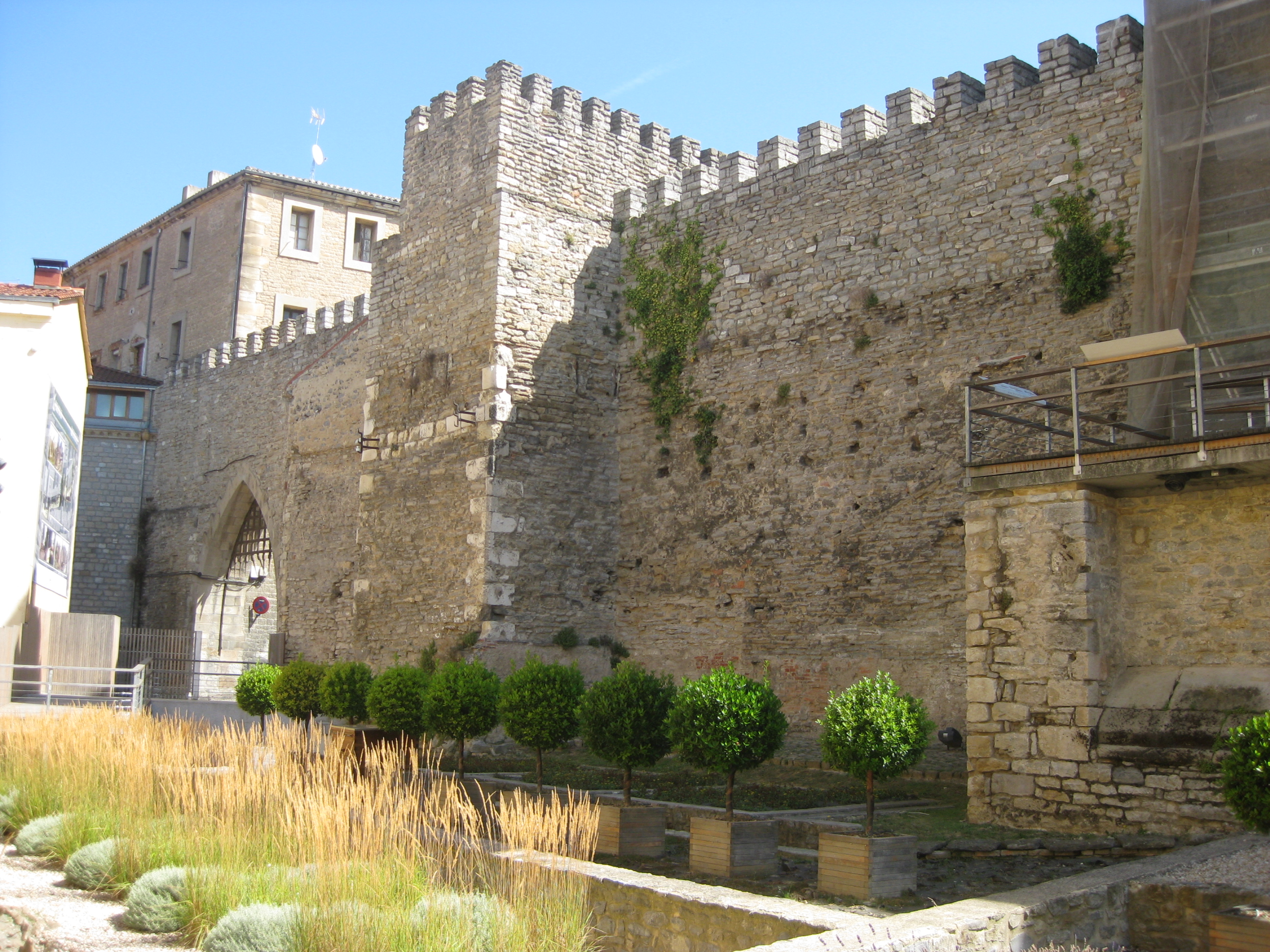
Muralla medieval de Vitoria.

La muralla medieval de Vitoria fue un recinto murado que fortificó en la Edad Media el poblado de Vitoria, y su construcción se cree tuvo lugar a finales del siglo XI o principios del siglo XII, aunque existen sólidos argumentos histórico-numismáticos que apuntan que, en realidad, la muralla se erigió en la segunda mitad del siglo XII.
Se conserva aproximadamente la mitad del volumen total, y fue recuperada a principios del siglo XXI en una actuación que recibió una mención especial en la categoría de conservación en los Premios Europa Nostra en España en 2010.

## Historia
El recinto amurallado medieval de la ciudad fue construido en un momento indeterminado del siglo XII, (ver discusión y notas 1 y 2) unos años antes de que el rey Sancho VI de Navarra fundara la villa en 1181 bajo el nombre de Nueva Victoria. Este recinto murado ya consta en el fuero concedido el mismo año de la fundación.
Durante los últimos siglos permaneció oculta entre las edificaciones del casco histórico, hasta que un equipo de investigación arqueológica de la Universidad del País Vasco llevó a cabo unas excavaciones arqueológicas en el subsuelo de la catedral de Santa María en 2001, en las que fueron descubiertos los restos de las zapatas de la antigua muralla.
Después de analizarse los restos se pudo comprobar que la citada zapata correspondía con la primera muralla que rodeaba el poblado pero que tenía una antigüedad anterior a la fundación de la ciudad. Ello denotaría un cierto poder económico y de liderazgo social, desconociéndose hasta el día de hoy quienes pudieron ser sus impulsores o de que se defendían empleando para ello tantos recursos.

## Rehabilitación
Aunque el recinto amurallado tenía una longitud total de unos 900 metros y contaba con unos 22 torreones, actualmente solo se conserva cerca de la mitad. En 1968 bajo la dirección de Emilio y Luis Ángel Apraiz se restauró con criterios historicistas en estilo lombardo el tramo junto al palacio de Escoriaza - Esquivel, esta intervención es considerable como falso histórico. Tras el descubrimiento realizado en las excavaciones de la catedral se decidió llevar a cabo una restauración de los restos de la muralla que se conservaban en la ladera oeste.
- Primera fase: vio la luz en 2006 y puso al descubierto el tramo que corresponde a las traseras de los números 98 al 104 de la calle Correría. Quedaron a la luz unos 136 metros de muralla y los antiguos restos del matadero y del mercado del siglo XIX.
- Segunda fase: vio la luz en 2010 y ofrece la posibilidad de contemplar 160 metros de muralla en las traseras de San Miguel a través de una celosía de madera que imita la forma de la muralla que no se conserva.
- Tercera fase: se ubica entre las dos primeras fases y aun está por acondicionar.

## Visitar la muralla
A través de la Fundación Catedral de Santa María se pueden concertar visitas guiadas que llevan a los turistas a través de las dos zonas ya recuperadas. En ellas se pueden observar desde las desacertadas restauraciones llevadas a cabo al estilo de la época en los años 1960, pasando por los distintos tipos constructivos, a la más moderna celosía de madera de cedro que recrea las dimensiones de la muralla en su máximo esplendor.